# Le Pâquier (Annecy)
Pour les articles homonymes, voir Pâquier.
 (août 2014).
Si vous disposez d'ouvrages ou d'articles de référence ou si vous connaissez des sites web de qualité traitant du thème abordé ici, merci de compléter l'article en donnant les références utiles à sa vérifiabilité et en les liant à la section « Notes et références ».

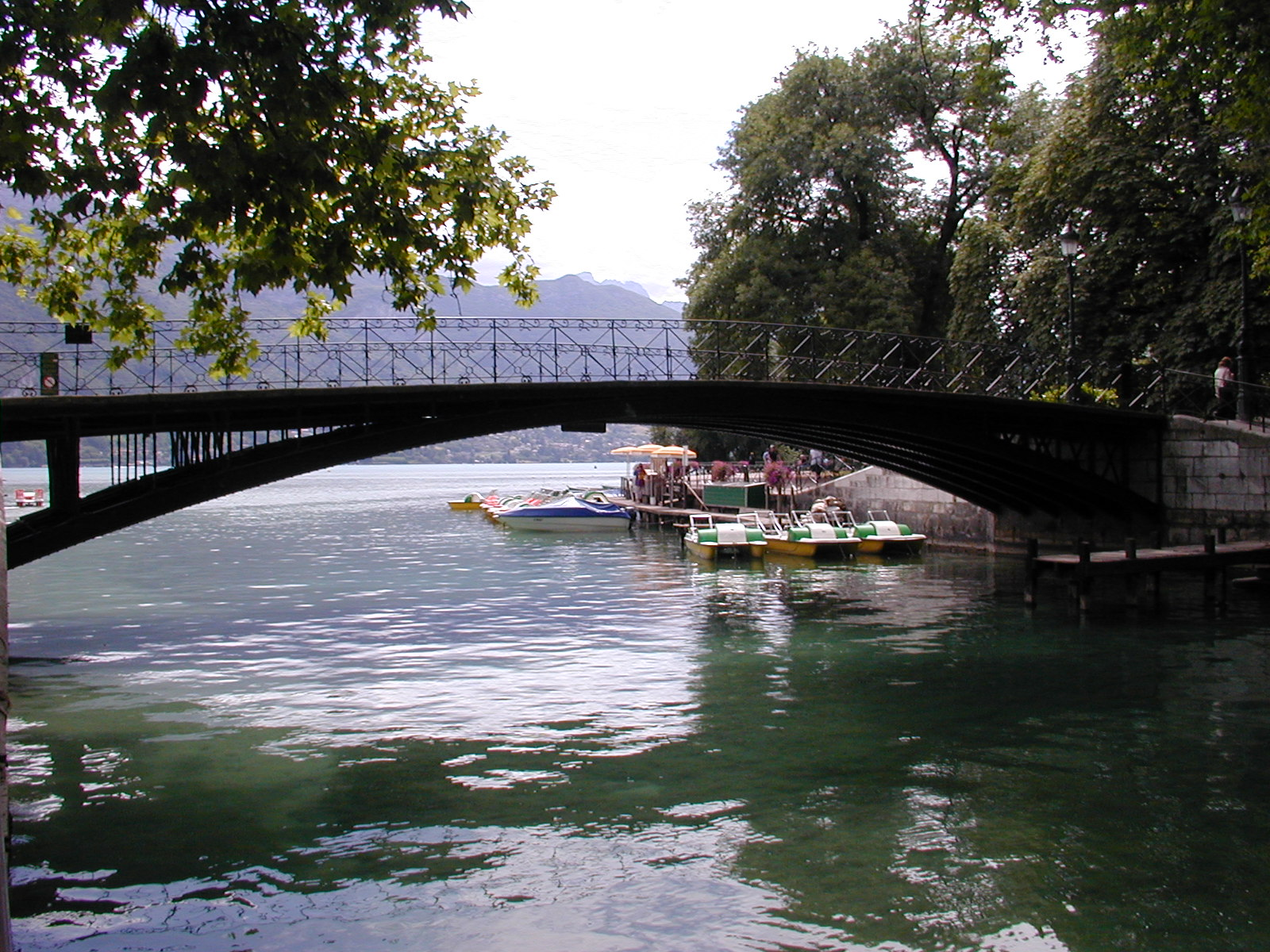
Le pont des Amours au-dessus du canal du Vassé permet la liaison piétonne entre le Pâquier et les Jardins de l'Europe.

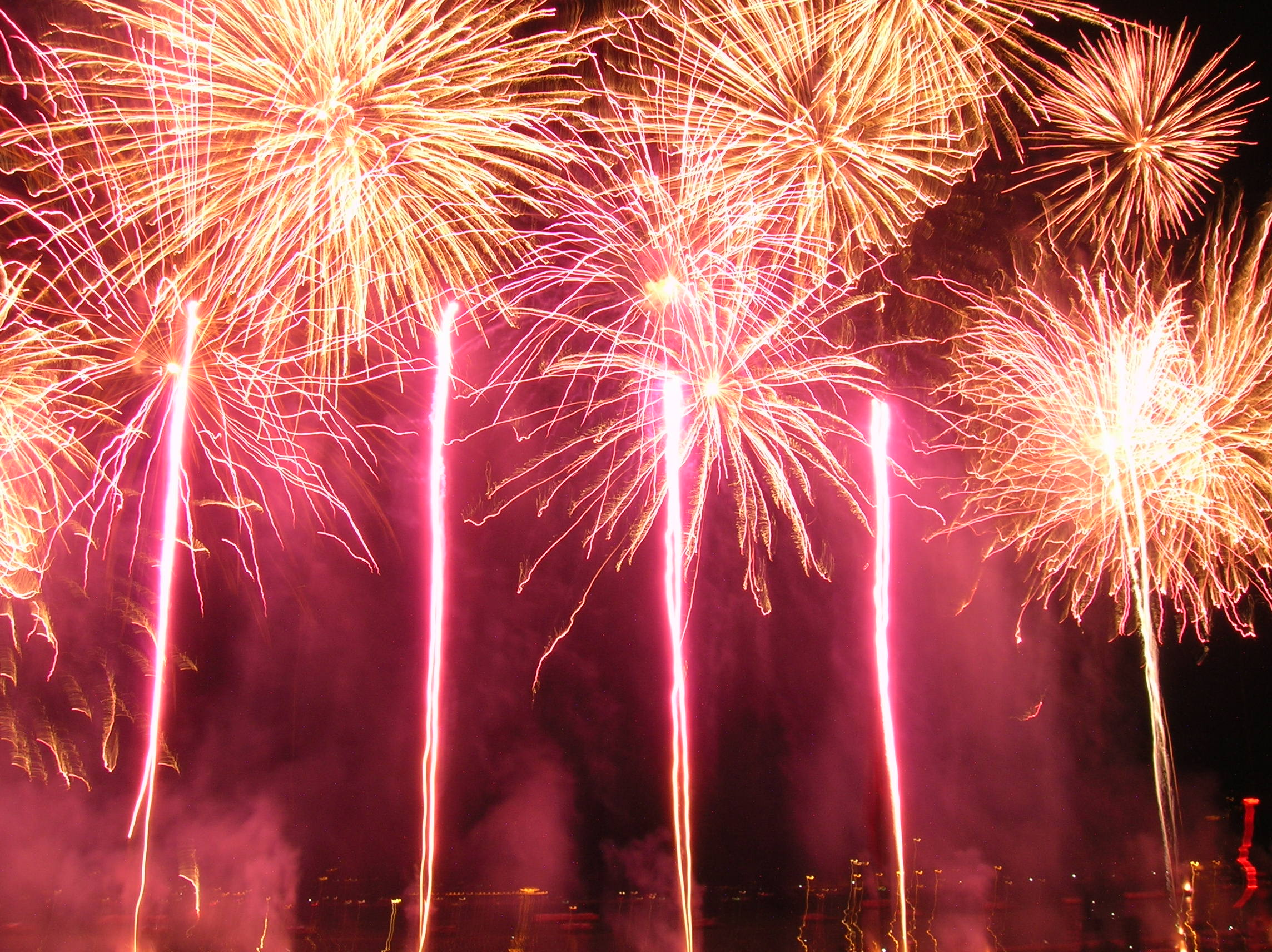
Fête du lac de 2005, visible depuis les gradins installés chaque année sur les pelouses du Pâquier.

Le Pâquier (mot Arpitan pour pâturage) ou Champ de Mars est une vaste promenade paysagère de sept hectares et demi de la ville d'Annecy située sur les bords du lac d'Annecy et offrant une des plus belles perspectives sur le lac et les montagnes environnantes. Le Pâquier d'aujourd'hui, cher au cœur des Annéciens et sujet d'émerveillement pour les touristes, est l'élément central d'un plus vaste ensemble de parcs et jardins avec les jardins de l'Europe, les jardins de l'Impérial Palace et la plage d'Annecy-le-Vieux, mais originellement le Pâquier s'étendait sur un ensemble encore plus vaste de terrains.
Au début du XXe siècle, un investisseur l'avait surnommé « une anomalie au centre d'une ville », et de nombreux projets de construction ont pendant longtemps et jusque dans les années 1970 défrayé la chronique locale.
La légende raconte qu'une généreuse dame en fit don à la ville d'Annecy, cette légende est basée sur les écrits du Chanoine Claude-Antoine Ducis qui  en 1892 dans La Revue savoisienne fit allusion « au don d'un carré de terrain par une dame Mossière pour les ébats des enfants de la ville » ; cependant la réalité est différente.

## Histoire
Les terrains du Pâquier originel, beaucoup plus vastes que le Pâquier actuel, mais trop près du lac donc trop humides, ont depuis toujours été utilisés en pâturage pour les bestiaux. Le terme pâquier vient du mot pour « pâturage » en arpitan savoyard, ; son nom en arpitan savoyard est Lo Paquiér [lo.pa.ˈki]. Peu à peu, au cours des siècles et au fil des héritages, le Pâquier s'est transformé en un ensemble de jardins, de vergers et de prés humides, appartenant à de nombreux particuliers, à des communautés religieuses ou même à l'hôpital. 
La légende du don de Dame Mossière : un document de 1387 fait état du Pâquier de la famille Mossière, une ancienne famille d'Annecy qui semble donc avoir possédé des terrains sur le site du Pâquier. Les registres du Conseil de ville font aussi état à plusieurs reprises, entre 1475 et 1488 d'une certaine Ayma, veuve de Guillaume Mossière. Cette famille appartenait semble-t-il à la bourgeoisie de la cité mais pas à sa noblesse puisqu'elle ne figure pas dans l'ouvrage « Blasons des familles nobles du duché de Savoie » conservé aux archives de Turin. Si on considère l'adage populaire qu'« il n'y a pas de fumée sans feu », cette Dame Mossière a pu faire don d'une petite parcelle à la cité, cependant dans aucune archive n'est trouvé trace d'un quelconque don d'aucun membre de cette famille Mossière.
Une autre famille beaucoup plus connue, celles des Menthon, était aussi propriétaire d'une importante partie des terrains du Pâquier, et selon les archives privées de la famille, le comte Bernard VI de Menthon (1562-1627) aurait fait en 1613 une donation aux enfants de la ville d'Annecy « d'un grand pré que l'on appelle Pâquier » à l'occasion de sa nomination comme colonel du régiment d'Annecy. Ici, le terme « enfants » désigne les jeunes membres de la « compagnie des chevaliers tireurs », un groupement à vocation militaire pratiquant le tir à l'arc, à l'arquebuse et à l'arbalète.
Désormais, à partir de ce don fait au début du XVIIe siècle, les différentes municipalités d'Annecy auront toujours le souci de se porter acquéreur en toute occasion des parcelles à vendre. Quelques opérations de remblaiement permirent aussi de récupérer des surfaces au détriment du lac et de ses zones humides.
Au début du XXe siècle, Saturnin Favre, un entrepreneur varois et ancien maire de La Seyne-sur-Mer avait décidé de construire un casino de jeux, un hôtel de 200 chambres, une ligne de tramway et un champ de course sur les douze hectares du Pâquier d'alors. Il était alors soutenu par la municipalité, par la chambre de commerce, par le syndicat d'initiative et par le conseil général. En 1907, son projet était bien avancé et sur le point d'aboutir lorsqu'il mourut inopinément. Cependant la concession qu'il avait obtenue demeura jusqu'à la Première Guerre mondiale l'objet de nombreuses convoitises.

## Surface d'origine
Originellement le Pâquier s'étendait sur le territoire des propriétés qui le bordent de l'autre côté de l'avenue d'Albigny et qui ont été construites sur des remblais. On peut imaginer à quoi ces terrains pouvaient ressembler en allant voir les quelques rares terrains bas qui subsistent à Annecy-le-Vieux au niveau des roselières de l'autre côté de l'avenue du Petit-Port qui a été construite sur des remblais provenant de la démolition de l'ancien hôpital et de l'ancienne prison. Avant la construction de la route, il existait à cet emplacement un endroit humide très bucolique appelé fer-à-cheval à cause de sa forme. La zone humide était alimentée par un ruisseau, appelé le « Vy élevé » qui n'existe plus, mais dont une rue porte le nom.
Le Pâquier englobait aussi la presqu'île des  Jardins de l'Europe. Cette presqu'île, délimitée par le canal de Vassé et par le port de la Halle, a longtemps été la propriété d'une congrégation de religieuses qui l'avait transformée en jardins. Aujourd'hui y sont implantés la mairie d'Annecy, un groupe scolaire – l’école du Quai Jules Philippe, construite en 1843, laïcisée en 1880 et qui constituera le seul établissement d'instruction primaire de la ville jusqu'en 1907 –, la place de l'Hôtel de ville avec son parking souterrain et l'arboretum des  Jardins de l'Europe. La presqu'île est séparée du Pâquier par le canal du Vassé mais un accès est assuré par la passerelle piétonne du Pont des Amours. 
De l'autre côté de l'avenue d'Albigny  depuis la vieille ville en remontant vers l'Impérial Palace, on trouve :
- le centre culturel Bonlieu, inauguré en 1981, comprenant un parking souterrain et un jardin public, le « square des Martyrs de la déportation ». Il concentre quelques entreprises et services municipaux ainsi qu’une douzaine de commerces. On y trouve surtout le siège de l’Office de tourisme et la scène nationale. Aujourd’hui disparu, le casino-théâtre d’Annecy prenait autrefois place sur la pelouse du Pâquier en face de Bonlieu. Deux établissements s’y sont succédé. Un premier de 1921 à 1955, un second de 1955 à 1981 ;
- le parking de surface de la préfecture, trois immeubles et un petit jardin public ;
- la préfecture inaugurée en 1866 est bâtiment de style Louis XIII d’un blanc immaculé. Le parc privé de la préfecture s'étend sur plus de 2 hectares et est inscrit à « l'inventaire des sites pittoresque de la Haute-Savoie ». En arrière de la préfecture on trouve le bâtiment du Conseil départemental et une vaste maison de retraite ;
- de l'autre côté de la rue Dupanloup, la cité administrative, et un premier immeuble de logement haut de 12 étages, Le Panoramic. Puis entre le boulevard Saint-Bernard-de-Menthon et la rue François Favre, deux autres immeubles de logements de 12 étages baptisés : Les Marmottes du Lac et Le Président. Le plan d'urbanisme de 1950 avait même prévu un quatrième immeuble qui ne fût jamais construit ;
- la partie après la rue André Theuriet, en pleine restructuration depuis l'an 2000, accueille plusieurs petits immeubles de luxe qui remplacent d'anciennes villas.

Au fond de l'avenue d'Albigny — magnifique allée de platanes — on trouve :  
- le parc public Charles Bosson, établi sur la surface de la villa Schmidt, rasée en 1975, qui fût la propriété du fondateur de l’ancêtre de l'entreprise NTN-SNR ;
- le site du l'Impérial Palace, sur lequel on trouve le palace, érigé en 1913, et son casino, le parc de l'Impérial et les pelouses arborées du palace le bordant jusqu'au lac. Sur le site on trouve aussi la plage de l'impérial et ses tennis, un parking de surface et une vaste aire de jeu pour les enfants et une grande volière ;
- en face on trouve l'église Sainte-Bernadette, ses pelouses arborées et un parking public.

Après le site de l'Impérial Palace commence le territoire de la commune d'Annecy-le-Vieux. Le Pâquier s'y prolonge le long de l'avenue du Petit-Port, avec la plage d'Albigny, sa pelouse arborée et son anse, le port de plaisance, la roselière, puis la promenade jusqu'à Veyrier-du-Lac. Les terrains situés juste après l'Impérial Palace sont depuis janvier 2007 entièrement aux mains de la mairie d'Annecy-le-Vieux. On y trouve un golf miniature et une villa au bord de l'eau qui ont commencé à être l'objet d'une importante restructuration pour être rendus au public ; le passage le long de la rive du lac est désormais ouvert depuis 2008.
De l'autre côté de l'avenue du Petit-Port, on retrouve des immeubles, des parkings, un camping, des zones de commerces et de loisirs, mais encore quelques rares surfaces de terrains bas issus du Pâquier originel.

## Événements
- La fête du lac : spectacle pyrotechnique et musical sur des thèmes renouvelés tous les ans. L'événement annécien incontournable qui attire des visiteurs de toute l'Europe[passage promotionnel] (chaque année, le premier samedi d'août).
- Festival international du film d'animation : projection de film sur grands écran, groupes de musiques et DJ.
- Fête de la musique : groupes de musique.
- Juillet 1954, une compétition de stock-cars et une course de voiture est organisée sur le Pâquier.
- 6 et 7 juin 1959, Annecy :  Fêtes de la Joie. 25 000 personnes lors de la finale de la Coupe de la Joie remportée par 12 jeunes de La Tourlandry (49) en chantant la chanson Les Gitans[pertinence contestée].
- Mars 2013 : Jeux olympiques militaires.
- Pentecôte : tournoi de Volley-Ball (créé en 1965).
- 2017 le Sosh Big Air se déroule sur Le Pâquier (High-Five Festival).
- Triathlon, Marathon, Tour de France et autres grands événements sportifs[précision nécessaire].